# سارة بينزو
سارة بينزو (بالإيطالية: Sara Penzo)‏ (من مواليد 16 ديسمبر 1989) هي حارسة مرمى لنادي يوبيسي تفاكناكو الإيطالي لكرة القدم، والذي يلعب في دوري الدرجة الأولى الإيطالي. وهي حارسة المرمى للفريق الوطني الإيطالي لكرة القدم للنساء. في عام 2012 وقعت عقد مع نادي ايسي إف بريشا الذي يلعب في دوري الدرجة الأولى الإيطالي، وبعد موسم واحد أنتقلت للعب مع نادي بازل لقسم النساء في سويسرا. كانت جزءا من الفريق الإيطالي في 2009 و2013 وشاركت مع الفريق في بطولة أمم أوروبا للسيدات.

## وصلات خارجية
- سارة بينزو على موقع الاتحاد الأوربي (الإنجليزية)
- سارة بينزو على موقع قاعدة بيانات كرة القدم.إي يو (الإنجليزية)
- سارة بينزو على موقع Soccerway.com (الإنجليزية)
- سارة بينزو على موقع عالم كرة القدم.نت (الإنجليزية)
- Sara Penzo الاتحاد الأوروبي لكرة القدم profile
- Sara Penzo FC Basel profile
- Sara Penzo at Football.it

(بالإيطالية)